# ألبرتينا كاري
ألبرتينا كاري (بالإسبانية: Albertina Carri) كاتبة سيناريو ومنتجة سينمائية ومخرجة أفلام وفنانة سمعية بصرية أرجنتينية (من مواليد 1973، بوينس آيرس).

## سيرتها الذاتية
ولدت ألبرتينا كاري في بوينس آيرس عام 1973، حيث مازالت تعيش وتعمل فيها حالياً. وهي ابنة آنا ماريا كاروسو وروبرتو كاري، وكلاهما اُختطِفا خلال الفترة الديكتاتورية العسكرية الأخيرة في الأرجنتين.
لديها ابن يُدعى فوريو كاري ديلون روس، مُسجل في الأرجنتين تحت نظام ما يسمى الأُبوة الثلاثية. فهو ابن للأب، اليخاندرو روس ولاثنتان من الأُمهات، ألبرتينا كاري ومارتا ديلون.

## أعمالها
صوّرت فيلمها الأول، لا أريد العودة إلى المنزل (No quiero volver a casa)، في سن الرابعة والعشرين. واُختير هذا العمل لاحقاً في مهرجانات الأفلام روتردام ولندن وفيينا.
أدت ثورتها في تقنيات الرسوم المتحركة إلى سلسلة الأفلام القصيرة أورورا (Aurora)، و«باربي يمكن أن تحزن أيضاً Barbie también puede estar triste»، (وهو فيلم رسوم متحركة إباحي قصير). فاز بجائزة أفضل فيلم أجنبي في مهرجان نيويورك ميكس.
جعلها فيلمها الثاني المميز، الشقروات (Los Rubios)، من بين أفضل المخرجين في مثل سنها. صدر الفيلم في الولايات المتحدة الأمريكية وإسبانيا بعد أن عُرضّ في مهرجانات لوكارنو وتورونتو وخيخون وروتردام وغوتنبرغ السينمائية، وحَصلّ على الجوائز التالية: جائزة الجمهور وجائزة أفضل فيلم أرجنتيني في مهرجان بوينس آيرس الدولي للسينما المستقلة (BAFICI)، جائزة أفضل مُخرجة صاعدة في مهرجان لاس بالماس السينمائي وأفضل فيلم في مهرجان برشلونة السينمائي (L'alternative). كما فازت بثلاث جوائز كلارين: جائزة أفضل مُمثلة، وأفضل فيلم وثائقي وأفضل موسيقى. بُمكن تعريف هذا الفيلم، وفقاً لخوليان غوروديسر، أنه «كعرض واقعي للذاكرة». ويمكن تعريفه أيضاً بأنه الفيلم الذي مثلّ نقطة تحول في الطريقة التي يستعرض فيها الإعلام ضحايا الحرب القذرة.
عُرضّ فيلمها الثالث الجوزاء (Géminis)، وهو فيلم روائي طويل، في فعالية أسبوعي المُخرجين بمهرجان كان السينمائي وصدرّ تجارياً في جميع أنحاء العالم عام 2005.
وقد مُنحّ فيلمها المميز الأخير، الغضب (La Rabia)، جائزتين من جوائز الاتحاد الدولي للنقاد السينمائيين في هافانا وترانسيلفانيا، مع تكريمها كأفضل مُخرجة في مهرجان هافانا السينمائي وكلاً من جائزتي أفضل مخرجة وأفضل ممثلة في مهرجان مونتيري السينمائي.
وفي عام 2009 فازت بجائزة لونا دي فالنسيا، في مهرجان جوف السينمائي، في بلنسية.
وفي عام 2010، أسَسَت، مع الصحافية مارتا ديلون، شركة الإنتاج التلفزيوني «تورتا»، التي قدَمَت من خلالها المسلسلات التلفزيونية «إشارات مرئية» و «المهمة الجميلة» و «23 زوجاً».
خلال عام 2011، طوّرت ألبرتينا تركيب فيديو «أجزاء من اللغة Partes de Lengua» لصالح متحف اللغة والكتاب (Museo del Libro y de la Lengua)؛ وهوعمل فني عن اللغة الأم كنتيجة للنهج التاريخي للغزو الإسباني ومشاكل لغات السكان الأصليين وملامح التقاليد الشفوية والكتابية في الأراضي الأرجنتينية التي تكافح من أجل البقاء.
في عام 2015 أقامت معرض (عملية الخيبة واستعادة الصوت Operación fracaso y el sonido recobrado) في حديقة بوينس آيرس التاريخية. هذا المعرض يتكون من خمسة تنصيبات فيديو بأشكال مختلفة: مسموعة ومنحوتة ومرئية، تُشكْل الجسم العاطفي المعبر عن العديد من طرق استحضار الذاكرة، ويمكن تعريفه أيضاً بأنه الفيلم الذي مثلّ نقطة تحول في الطريقة التي يستعرض فيها الإعلام ضحايا الحرب القذرة بقصد عمل تجربة حسية عن ذكريات الأحداث المؤلمة التي عانى منها ضحايا الحرب القذرة.
منذ عام 2013، أصبَحَت ألبرتينا المدير الفني لمهرجان (Asterisco)، وهو مهرجان سينمائي دولي للمثليين يُقام لمدة أسبوع في بوينس آيرس.

### المسيرة السينمائية[28]

#### كمخرجة
- 2000: لا أريد العودة إلى البيت
- 2001: الرحلات (فيلم قصير)
- 2001: أورورا (فيلم قصير)
- 2001: قصص الأرجنتين تعيش (فيلم قصير)
- 2001: باربي يمكن أن تحزن أيضاً (فيلم قصير)
- 2003: الشقراوات
- 2003: الشهرة (فيلم قصير)
- 2004: الرجوع (فيلم قصير)
- 2005: الجوزاء
- 2007: عاجل
- 2008: الغضب

#### ككاتبة سيناريو
- 2000: لا أريد العودة إلى المنزل
- 2001: باربي يمكن أيضا أن تكون حزينة (فيلم قصير)
- 2003: الشهرة (فيلم قصير)
- 2003: الشقراوات
- 2005: الجوزاء
- 2007: عاجل
- 2008: الغضب

#### كمنتجة سينمائية
- 2000: لا أريد العودة إلى المنزل
- 2001: باربي يمكن أن تحزن أيضاً (فيلم قصير)
- 2003: الشقراوات

### في المعدات التقنية

#### كمصور كاميرا
- 2000: لا أريد العودة إلى البيت
- 2003: الشقراوات

#### كمونتاج
- 2001: أورورا (فيلم قصير)

#### كمساعد كاميرا
- 1993: لم يتحدث عن ذلك
- 1998: سيلفيا برييتو

### الكتب المنشورة
- 2007: الشقروات: رسم خرائط للفيلم.[29][30]

### المسلسلات التليفزيونية
- 2012: 23 زوجاً[31]
- 2014: المهمة الجميلة[32]

## وصلات خارجية
- ألبرتينا كاري على موقع IMDb (الإنجليزية)
- ألبرتينا كاري على موقع ألو سيني (الفرنسية)
- ألبرتينا كاري على موقع أول موفي (الإنجليزية)
- ألبرتينا كاري على موقع قاعدة بيانات الفيلم (الإنجليزية)
- ألبرتينا كاري على موقع كينوبويسك (الروسية)

ألبرتينا كاري على قاعدة بيانات الأفلام على الإنترنت (https://www.imdb.com/name/nm0140337/)